# Wróg u bram
Wróg u bram (ang. Enemy at the Gates, fr. Stalingrad) – film wojenny z 2001 roku w reż. Jean-Jacques’a Annauda, opowiadający o fikcyjnym pojedynku snajperskim Wasilija Zajcewa z niemieckim strzelcem wyborowym podczas bitwy stalingradzkiej w 1942 roku.

## Fabuła
W prologu młody Wasilij Zajcew uczy się strzelać z karabinu myśliwskiego od swojego dziadka na Uralu. Po pierwszej scenie akcja przesuwa się od razu do 1942 roku. Zajcew jest teraz żołnierzem Armii Czerwonej i uczestniczy w bitwie o Stalingrad. Po ciężkiej przeprawie przez Wołgę zostaje zmuszony przez oddziały zaporowe NKWD do samobójczego ataku bez broni na niemieckie pozycje i ledwo przeżywa szarżę, która rozbija się o umocnienia Wehrmachtu.
Później w tej samej okolicy pocisk czołgowy uderza w jadący szybko samochód. Kierujący nim sowiecki politruk, starszy lejtnant Daniłow, ukrywa się przed wzrokiem przeciwnika wśród licznych ciał leżących w fontannie Barmalej, przypadkowo obok Zajcewa. Ten po ocknięciu się podnosi z ziemi karabin zabitego żołnierza i wykorzystuje swoje umiejętności strzeleckie, aby zabić kilku niemieckich żołnierzy w pobliżu i zapewnić sobie oraz Daniłowowi bezpieczną ucieczkę.
Komisarz Frontu Stalingradzkiego Nikita Chruszczow przybywa do Stalingradu, aby koordynować obronę miasta i żąda od swoich podwładnych pomysłów na poprawę morale czerwonoarmistów. Daniłow sugeruje, że ludzie potrzebują „przykładu do naśladowania” i kogoś, kto da im nadzieję. Kiedy Chruszczow pyta, czy zna takich ludzi, Daniłow poleca Zajcewa. Wkrótce potem politruk zaczyna publikować w dzienniku „Krasnaja zwiezda” opowieści o wyczynach młodego snajpera, które przedstawiają go jako bohatera narodowego i ikonę propagandy. Zajcew zostaje przeniesiony do dywizji snajperskiej i zaprzyjaźnia się z Daniłowem. Obaj są przy tym zainteresowani Tanią Czernową, mieszkanką Stalingradu, która na ochotnika wstąpiła do lokalnej milicji. W obawie o jej bezpieczeństwo, Daniłow wysyła ją do jednostki dekryptologów z daleka od pola bitwy, rzekomo po to, aby wykorzystać jej znajomość języka niemieckiego w tłumaczeniu przechwyconych meldunków nieprzyjaciela.
Ponieważ sowieccy snajperzy zbierają coraz większe żniwo wśród niemieckich żołnierzy, major Erwin König, znany strzelec wyborowy i szef niemieckiej szkoły snajperskiej w Zossen zostaje wysłany do Stalingradu, aby zabić Zajcewa i w ten sposób zniszczyć radzieckie morale. Tuż po przybyciu zwabia Zajcewa w pułapkę i uśmierca dwóch innych snajperów, lecz głównemu bohaterowi udaje się uciec. Kiedy dowództwo Armii Czerwonej dowiaduje się o misji Königa, wysyła jego byłego ucznia, Kulikowa, aby pomógł Zajcewowi go zlikwidować. König jednak wmanewrowuje Kulikowa i zabija go w biegu, co głęboko wstrząsa Zajcewem. Chruszczow naciska na Daniłowa, aby ten znalazł sposób na zneutralizowanie Königa, bo obecność skutecznego, niemieckiego strzelca wyborowego w mieście wywiera zły wpływ na psychikę sowieckich snajperów.
Sasza Filippow, młody chłopak i sąsiad Tani, którego dziewczyna zna od dzieciństwa, zgłasza się na ochotnika do działania jako podwójny agent, dzięki czemu będzie mógł przekazywać Königowi fałszywe informacje o miejscu pobytu Zajcewa, dając w ten sposób szansę na zorganizowanie zasadzki na majora. Zajcew wciąga Königa w pułapkę i udaje mu się go zranić, ale podczas drugiej próby zamachu zasypia po wielu nieprzespanych nocach, a jego dziennik snajperski zostaje skradziony przez wrogiego żołnierza. Niemieckie dowództwo traktuje dziennik jako dowód śmierci Zajcewa i planuje odesłać Königa do domu, lecz ten nie wierzy w to, aby ktokolwiek inny mógłby go zabić. Generał Friedrich Paulus, dowódca niemieckiej 6 Armii, zabiera nieśmiertelniki majora, aby uniemożliwić radzieckiej propagandzie wykorzystanie jego śmierci w przypadku zwycięstwa Zajcewa. König oddaje także generałowi Krzyż Zasługi Wojennej, pośmiertnie przyznany synowi niemieckiego snajpera, który jako porucznik 116 Dywizji Piechoty zginął w pierwszych dniach bitwy o Stalingrad. König nabiera podejrzeń co do roli Saszy i mówi mu, gdzie będzie przebywał, uważając, że chłopiec przekaże to Zajcewowi. W międzyczasie Tania i Zajcew zakochują się w sobie i uprawiają seks w sowieckich barakach. Zazdrosny Daniłow dyskredytuje Zajcewa w liście do swoich przełożonych.
König dostrzega Tanię i Zajcewa czekających na niego w następnym miejscu zasadzki, co potwierdza jego podejrzenia co do Saszy. Dlatego zabija chłopca, wieszając go na słupie, a Tania początkowo obwinia o jego śmierć Zajcewa. Główny bohater przysięga zabić Königa i pomścić Saszę. Wysyła Tanię i Daniłowa, aby ewakuowali matkę Saszy z miasta, lecz Tania zostaje ranna odłamkami pocisku w drodze do łodzi ewakuacyjnej. Myśląc, że dziewczyna nie żyje, Daniłow żałuje swojej zazdrości o nią i popada w zwątpienie co do sprawy komunistycznej, w którą wierzył. Znajdując Zajcewa czekającego w zasadzce na Königa, Daniłow celowo ujawnia się, aby sprowokować Niemca do oddania strzału w jego stronę i ujawnienia w ten sposób swojej pozycji, poświęcając przy tym własne życie. König, myśląc, że zabił Zajcewa, idzie przeszukać jego ciało, lecz zbyt późno zdaje sobie sprawę z tego, że wpadł w pułapkę i jest na celowniku swojego przeciwnika. Akceptując nieuchronną śmierć, König zdejmuje czapkę i zwraca się w stronę Zajcewa, który strzela mu prosto w czoło.
Dwa miesiące później, po zniszczeniu wojsk niemieckich w Stalingradzie, Zajcew odnajduje Tanię w szpitalu polowym.

## Obsada
- Jude Law – Wasilij Zajcew
  - Alexander Schwan – Wasilij Zajcew w dzieciństwie
- Joseph Fiennes – komisarz Daniłow
- Rachel Weisz – Tania Czernowa
- Bob Hoskins – Nikita Chruszczow
- Ed Harris – major Erwin König
- Ron Perlman – Kulikow
- Eva Mattes – pani Filippowa
- Gabriel Thomson – Sasza Filippow
- Matthias Habich – generał Friedrich Paulus
- Sophie Rois – Ludmiła
- Iwan Szwedow – Wołodia
- Mario Bandi – Anton
- Giennadij Wengerow – starszyna
- Michaił Matwiejew – pradziadek
- Clemens Schick – Voigt
- Hans Martin Stier – generał Prudius
- Gennadi Vengerov – Kusznir
- Robert Stadlober – zwiadowca
- Holger Handtke – Baumann
- Werner Daehn – Anosow
- Birol Ünel – Kuklin
- Valentin Platareanu – gen. Arthur Schmidt
- Tom Wlaschiha – żołnierz

## Niezgodności historyczne
Mimo że film przedstawia historię prawdziwej bitwy, a jego główny bohater to postać historyczna, duża część fabuły jest fikcyjna lub nietrzymająca się realiów historycznych. Fikcją filmową jest sama główna oś fabularna, czyli pojedynek snajperski Zajcewa z Königiem, który najprawdopodobniej nigdy nie miał miejsca. Nie ma żadnych historycznych dowodów na to, że Zajcew pojedynkował się z niemieckim snajperem w czasie bitwy o Stalingrad, ponadto ani jeden niemiecki dokument wojskowy z tamtych czasów nie wspomina o oficerze nazwiskiem König, stąd jest on prawdopodobnie postacią fikcyjną. W ostatnim dialogu z generałem Paulusem König mówi o swoim synu, poległym na początku bitwy jako żołnierz 116 Dywizji Piechoty. W rzeczywistości taka jednostka nie tylko nie walczyła w Stalingradzie, ale Niemcy nie mieli nawet dywizji o tym numerze.
Zajcewa ukazano w pierwszych scenach filmu jako zabłąkanego na polu bitwy poborowego, wcielonego przymusowo do Armii Czerwonej w 1942 roku. W rzeczywistości był on zawodowym żołnierzem, od 1937 roku służącym we Flocie Oceanu Spokojnego, natomiast w 1942 roku uzyskał przeniesienie do wojsk lądowych na własną prośbę, w stopniu starszego chorążego. Sasza Filippow, który w chwili śmierci w Stalingradzie miał 17 lat, w filmie jest 12-latkiem. Prawdopodobnie fikcyjny pojedynek dwójki snajperów ukazano jako kluczowy dla wyniku bitwy stalingradzkiej, w której starły się milionowe armie. Dzieło Annauda nie porusza też tematu jednej z najważniejszych przyczyn klęski Niemców, czyli surowej rosyjskiej zimy. Kontrowersje wzbudziło także ukazanie sposobu użycia przez sowieckie NKWD oddziałów zaporowych. Po premierze w Rosji film wywołał protesty weteranów II wojny światowej i niektórych deputowanych do Dumy Państwowej, którzy domagali się jego zakazania jako fałszującego historię.